# Lennart Forsgren
Oskar Lennart Forsgren, ibland kallad "Kusken" född 12 december 1949, är en pensionerad svensk travkusk, travtränare och ishockeyspelare från Gävle.

## Karriär
Lennart Forsgren är en av Sveriges mest kända travkuskar och var samtidigt under många år hockeyspelare i Halmstads HK. Forsgren flyttade till Halmstad i början på 1970-talet för att jobba under proffstränaren Gunnar Wallberg. Redan som lärling blev han kuskchampion, och bland senare bedrifter kan nämnas segern med Top Royal i Sprintermästaren 1993, och segrarna på Solvalla med Not So Bad i Svenskt Trav-Kriterium 1989, samt Progress Value i Europaderbyt 1994.
Lennart Forsgren avslutade sin karriär som kusk 2010, men har gjort några inhopp i jubileumslopp där gamla välkända profiler återses, däribland Ahlsell Legends på Solvalla ett flertal gånger, samt 2015 när Kalmartravet firade sitt 50-årsjubileum.
När Forsgren slutade som tränare blev han och Karl-Gösta Fylking, en annan känd hästtränare på Solvalla, Sveriges första catch driver. Han arbetar också inom TV samt med uppdrag för Svensk Travsport i projektet unga talanger.